# Jonas Mortensen
Jonas Søgaard Mortensen (* 16. Januar 2001) ist ein dänischer Fußballspieler. Er spielt seit seiner Jugend bei Esbjerg fB und ist dänischer Nachwuchsnationalspieler.

## Karriere

### Verein
Mortensen spielte als Kind bei Alslev SK und bei Varde IF, bevor er in den Nachwuchs von Esbjerg fB wechselte. Am 17. März 2019 lief er beim 2:1-Heimsieg gegen Vejle BK in der Superliga erstmals für die erste Mannschaft der Esbjerger auf. Über die Meisterrunde qualifizierte sich Esbjerg fB als Dritter für die zweite Qualifikationsrunde zur UEFA Europa League. Sein Vertrag läuft bis Sommer 2023.

### Nationalmannschaft
Jonas Mortensen lief jeweils dreimal für die U16 und für die dänische U17 auf. Nach vier Einsätzen für die U18 läuft er seit Januar 2019 für die U19-Nationalmannschaft auf.